# Aleksiej Musin-Puszkin (1729–1817)
Aleksiej Siemionowicz Musin-Puszkin, Alexei Mussin Puschkin, ros. Алексей Семёнович Мусин-Пушкин (ur. 1729, zm. w październiku 1817) – rosyjski dyplomata, radca stanu, szambelan, senator, hrabia.

## Życiorys
Długoletni dyplomata – w 1752 był członkiem personelu w stopniu porucznika w poselstwie w Wiedniu; w latach 1756-1760 ministrem rezydentem w Gdańsku, 1760-1765 ministrem w Hamburgu; 1765-1768 – posłem w Londynie. W 1768 przeniósł się do Hagi, ale w 1769 powrócił do Londynu, gdzie pozostał aż do 1779.
Przedstawił władzom brytyjskim ostrą notę zawierająca skargi na brutalną brytyjską blokadę kontynentalną. Interesujące były jego raporty na temat rządu i przemysłu w Anglii. Musin-Puszkin szczególnie popierał udział rosyjskich kupców w zewnętrznych stosunkach handlowych, które, jak dotychczas, były w całości w rękach cudzoziemców, i proponował utworzenie w Petersburgu rodzimego towarzystwa handlowego.
W 1777 dołączył do kapituły zakonu templariuszy, chcąc upowszechnić w Rosji system "ścisłego posłuszeństwa" i założyć kolonię templariuszy wśród niemieckich osadników w Saratowie.
W latach 1778–1779 pośredniczył w zakupie za kwotę 40.000 funtów przez Katarzynę II od George'a Walpole'a III (Earl of Orford) kolekcji obrazów, m.in. Rubensa, Van Dycka, Jordaensa, Rembrandta, Poussina.
W latach 1779–1785 pełnił funkcję posła w Sztokholmie.
3 lipca 1779 od Józefa II otrzymał tytuł hrabiego Świętego Cesarstwa Rzymskiego.
22 września 1785 został udekorowany orderem Św. Anny – nr 355.